# Xyliphius melanopterus
Xyliphius melanopterus és una espècie de peix de la família dels aspredínids i de l'ordre dels siluriformes. Poden assolir 14,7 cm de longitud total.
És un peix d'aigua dolça i de clima tropical.
Es troba a Sud-amèrica: conques dels rius Amazones i Orinoco.